# Telegraph Avenue
Pour les articles homonymes, voir Télégraphe.
Telegraph Avenue (titre original : Telegraph Avenue) est un roman de l'écrivain américain Michael Chabon publié en 2012 puis traduit en français en 2014.

## Résumé
En 2004, Archy Stallings, qui est noir, et Nat Jaffe, qui est juif, sont propriétaires depuis douze ans de Brokeland Records, un magasin de disques vinyles situé dans le nord d'Oakland, en Californie. Leur entreprise de vinyle usagé est menacée par la construction prévue par l'ancienne superstar de la NFL Gibson Goode de son deuxième mégastore « Dogpile Thang » à deux pâtés de maisons. Ils s'estiment trahis parce que leur conseiller municipal local, Chandler Flowers, a changé de camp et soutient désormais Dogpile.
Une sous-intrigue concerne leurs épouses, Gwen Shanks et Aviva Roth-Jaffe, qui sont partenaires dans Berkeley Birth Partners, un cabinet de sages-femmes. Un accouchement à domicile se passe mal, la mère est transportée d'urgence à l'hôpital et le médecin traitant, après avoir pris soin de la mère, insulte Gwen d'une manière teintée de racisme. Elle explose et le médecin, à la suite de cet accès de rage, lance une procédure juridique pour que les privilèges hospitaliers de Gwen et Aviva soient annulés. Les parents du bébé entament des poursuites pénales à l'égard de Berkeley Birth Partners.
Une autre intrigue concerne Luther Stallings, le père d'Archy, acteur de films de la blaxploitation dans les années 70. Il n'a jamais fait partie de la vie d'Archy et ce dernier ne veut rien avoir à faire avec lui. Luther est tombé dans la drogue à la fin de sa carrière d'acteur et il est allé plusieurs fois en prison. N'ayant plus rien pris depuis plus d'un an, il est en couple pour la troisième fois avec son ancienne co-star Valletta Moore.
Luther Stallings avait été le meilleur ami de Chandler Flowers dans l'ancien temps. Leur amitié a pris fin peu après que Luther eut aidé Chandler pour le meurtre d'un trafiquant de drogue. Luther tente de faire chanter son ancien ami afin de financer la réalisation d'un film avec lui comme personnage principal.
Une autre intrigue concerne Julius Jaffe, le fils de Nat et Aviva âgé de quatorze ans, et son nouveau meilleur ami, Titus Joyner, qui vient d'arriver du Texas après la mort de sa grand-mère. Titus s'avère être le fils qu'Archy a eu avec une femme qui l'a quitté avant sa naissance et n'a plus repris contact avec lui depuis. Son arrivée est la goutte d'eau qui fait déborder le vase de la relation de Gwen avec Archy.
Organisant un concert pour une collecte de fonds pour un homme politique de l'Illinois, Barack Obama, candidat au Sénat américain, Archy apprend la mort de Cochise Jones, son père spirituel. Obama est impressionné par la performance musicale d'Archy et il dit à Gwen qu'il admire l'engagement d'Archy à faire ce qu'il aime. Gwen prend ces paroles en considération et décide de se les appliquer. Elle décide d'abandonner son travail et de reprendre des études de médecine.
Archy aide son père et Chandler à résoudre leurs différends. Gwen s'excuse auprès des parents du bébé dont l'accouchement s'était mal passé et ces derniers abandonnent leurs poursuites pénales. Le caractère racial des insultes du médecin à l'égard de Gwen est reconnu par l'hôpital qui confirme les privilèges hospitaliers de Berkeley Birth Partners. Archy présente ses excuses à Gwen qui accepte de reprendre leur liaison amoureuse, accueillant Titus sous leur toit.

## Éditions
- Telegraph Avenue, HarperCollins, 11 septembre 2012, 480 p.  (ISBN 978-0-06-149334-8)
- Telegraph Avenue, Robert Laffont, coll. « Pavillons », 3 avril 2014, trad. Isabelle D. Philippe, 630 p.  (ISBN 978-2-221-13309-5)
- Telegraph Avenue, 10/18, coll. « Domaine étranger » no 5097, 7 juillet 2016, trad. Isabelle D. Philippe, 672 p.  (ISBN 978-2-264-06596-4)

## Autour du roman
Le titre du roman est en lien avec une voie historique d'Oakland : Telegraph Avenue (en).